# 飯野城
飯野城（いいのじょう）は、宮崎県えびの市飯野にあった日本の城（山城）。別名亀城・鶴亀城。現在は亀城公園。えびの市指定史跡。

## 概要
比高50メートルの河岸段丘上にあり、城の南方は川内川に面して、また東方と西方もその支流が流れいずれも険崖になっており、北方は押建山が壁の役割を果たす要害の城。
本丸・二の丸・三の丸に加え、見張り台・桝形・弓場と呼ばれる郭が存在した。また、10メートルほどであるが石垣が遺構として残されている。

## 歴史
永暦元年（1160年）に日下部重貞が真幸院司に就任し、真幸院守護の目的で築き居城としたが、その日下部氏が没落すると、康永4年（1345年）に北原兼幸が真幸院司に就任し居城とした。
永禄7年（1564年）、その北原氏も滅ぶと今度は島津氏の所有となり、島津貴久の次男・島津義弘の居城となった。
天正15年（1587年）に義弘の嫡男・島津久保の居城となるが、久保は文禄の役に参加中の文禄2年（1593年）に病死する。
元和元年（1615年）の一国一城令により廃城。

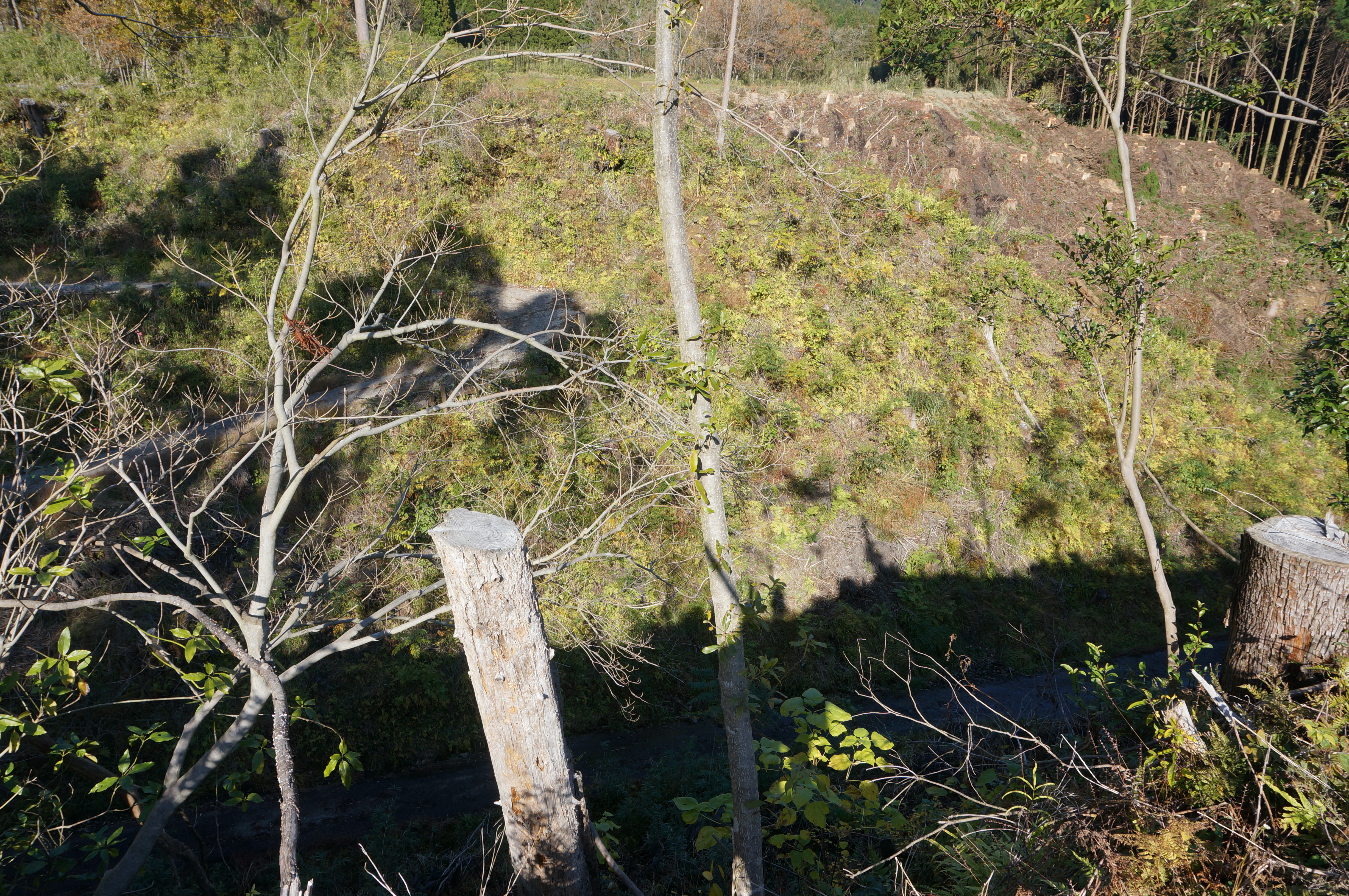
三ノ丸の空堀